# Aterpia
Aterpia is een geslacht van vlinders van de familie bladrollers (Tortricidae), uit de onderfamilie Olethreutinae.

## Soorten
- A. anderreggana Guenee, 1845
- A. approximana (Heinrich, 1919)
- A. bicolor Kawabe, 1978
- A. circumfluxana (Christoph, 1881)
- A. corticana (Denis & Schiffermüller, 1775)
- A. chalybeia Falkovitsh, 1966
- A. charpentierana (Hübner, 1822)
- A. flavens Falkovich, 1966
- A. flavipunctana (Christoph, 1881)
- A. interruptana (Frölich, 1828)
- A. issikii Kawabe, 1980
- A. mensifera (Meyrick, 1916)
- A. microchlamys (Diakonoff, 1983)
- A. niphoclasma Diakonoff, 1992
- A. palliata (Meyrick, 1909)
- A. sieversiana (Nolcken, 1870)